# Lista över mottagare av Järnkorsets storkors
Detta är en lista över mottagare av storkorset av Järnkorset, den högsta ordinarie graden av denna utmärkelse. Listan är uppdelad efter de krig varunder järnkors utdelats. Inom respektive krig presenteras mottagarna i bokstavsordning.

## UnderNapoleonkrigen

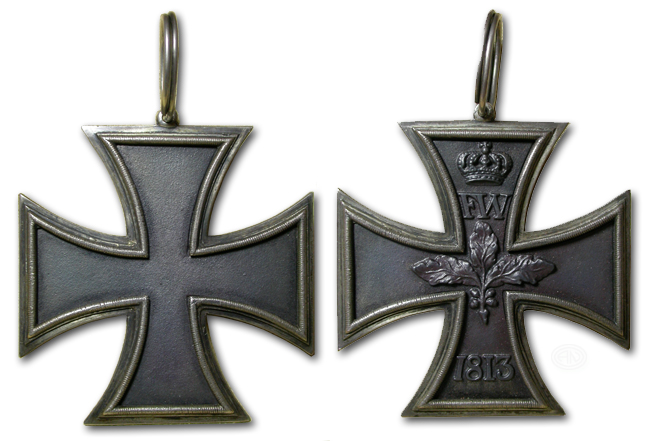
1813 års modell av Järnkorsets storkors.

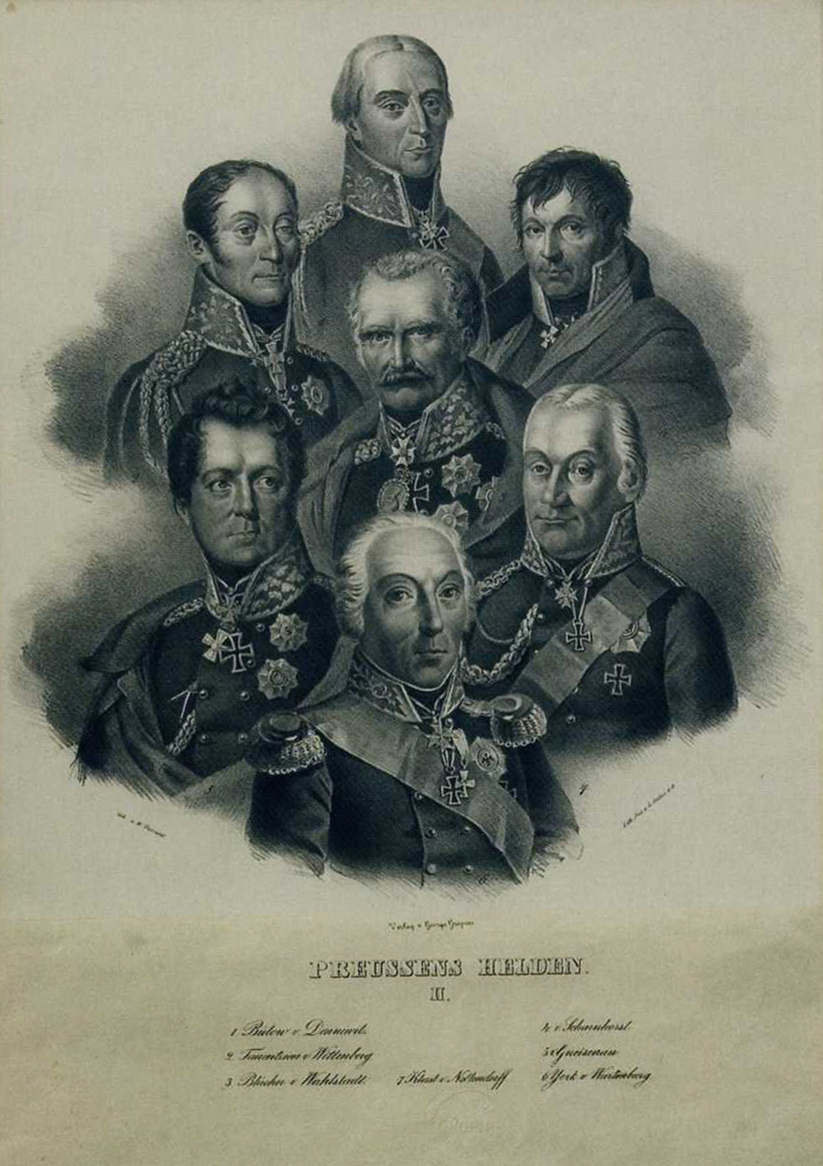
Litografi från 1835 med "Preussens hjältar", däribland storkorsmottagarna Bülow von Dennewitz (1), Tauentzien von Wittenberg (2), Blücher (3), Yorck von Wartenburg (6) och Kleist von Nollendorff (7).

Under detta krig utdelades cirka 16 000 järnkors av andra klassen, mellan 635 och 670 järnkors av första klassen samt sju storkors. Nedan förtecknas endast mottagarna av den sista värdigheten.
- Generalfältmarskalk Gebhard Leberecht von Blücher (26 augusti 1813 för sina insatser i slaget vid Katzbach)
- General Friedrich Wilhelm Bülow von Dennewitz (6 september 1813 för insatser i slaget vid Dennewitz)
- Kronprins Carl Johan av Sverige
- General Friedrich Kleist von Nollendorf (29 augusti 1813 för insatser i slaget vid Kulm)
- Generallöjtnant Aleksandr Osterman-Tolstoj (29 augusti 1813 för insatser i slaget vid Kulm)
- General Bogislav Friedrich Emanuel Tauentzien von Wittenberg (26 januari 1814 för sina militära insatser i allmänhet)
- General (senare generalfältmarskalk) Ludwig Yorck von Wartenburg (1814 för insatser i slaget vid Laon med mera)

Av de ovanstående förärades Blücher dessutom (den 26 juni 1815 efter slaget vid Waterloo) den unika utmärkelsen "storkorset med stjärna", en bröstkraschan känd som Blücherstern. Blücher fick också rätt att infoga järnkorset som ett element i sitt familjevapen.

### Bildgalleri

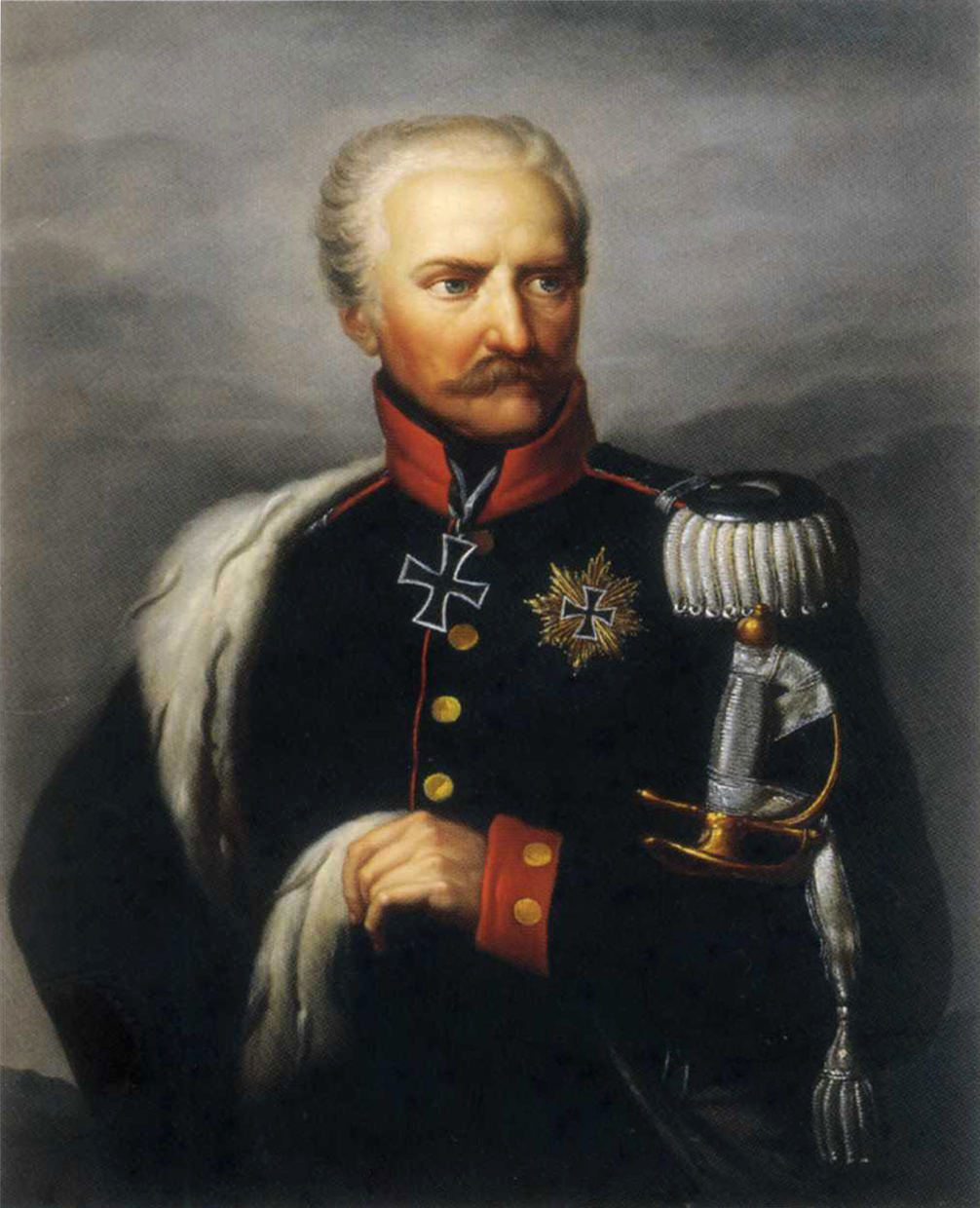
Fältmarskalken von Blücher med såväl sitt storkors som sin "Blücherstern".
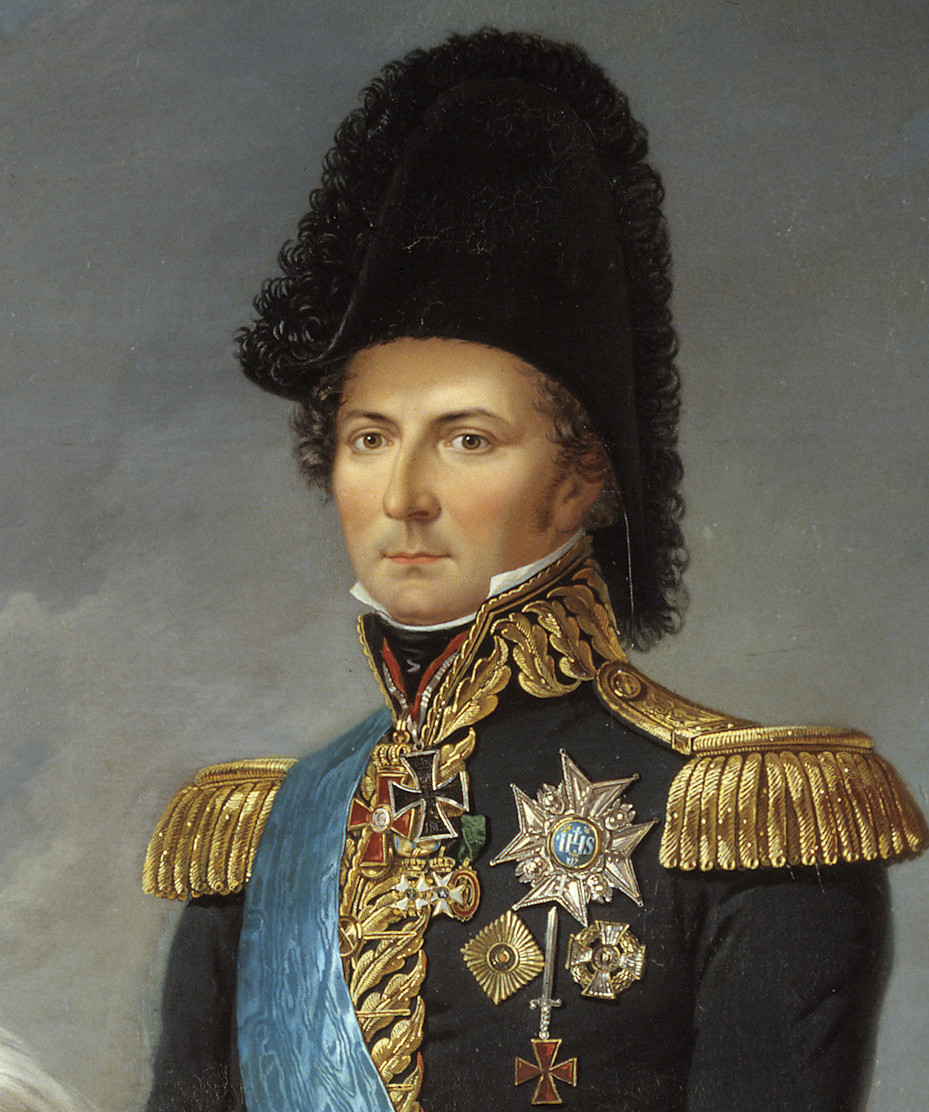
Karl XIV Johan med sitt storkors om halsen.
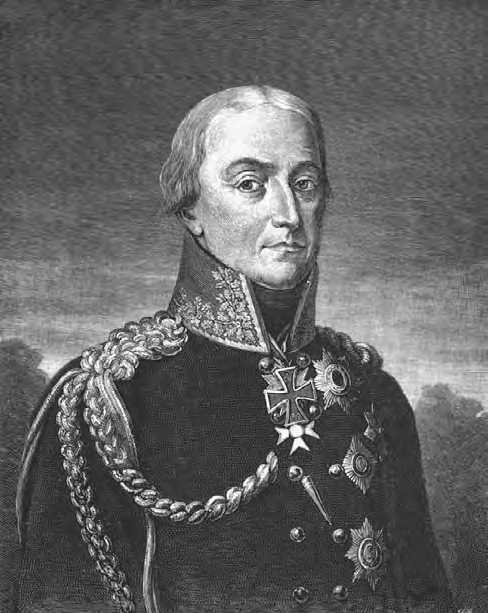
Bülow von Dennewitz med sitt storkors.
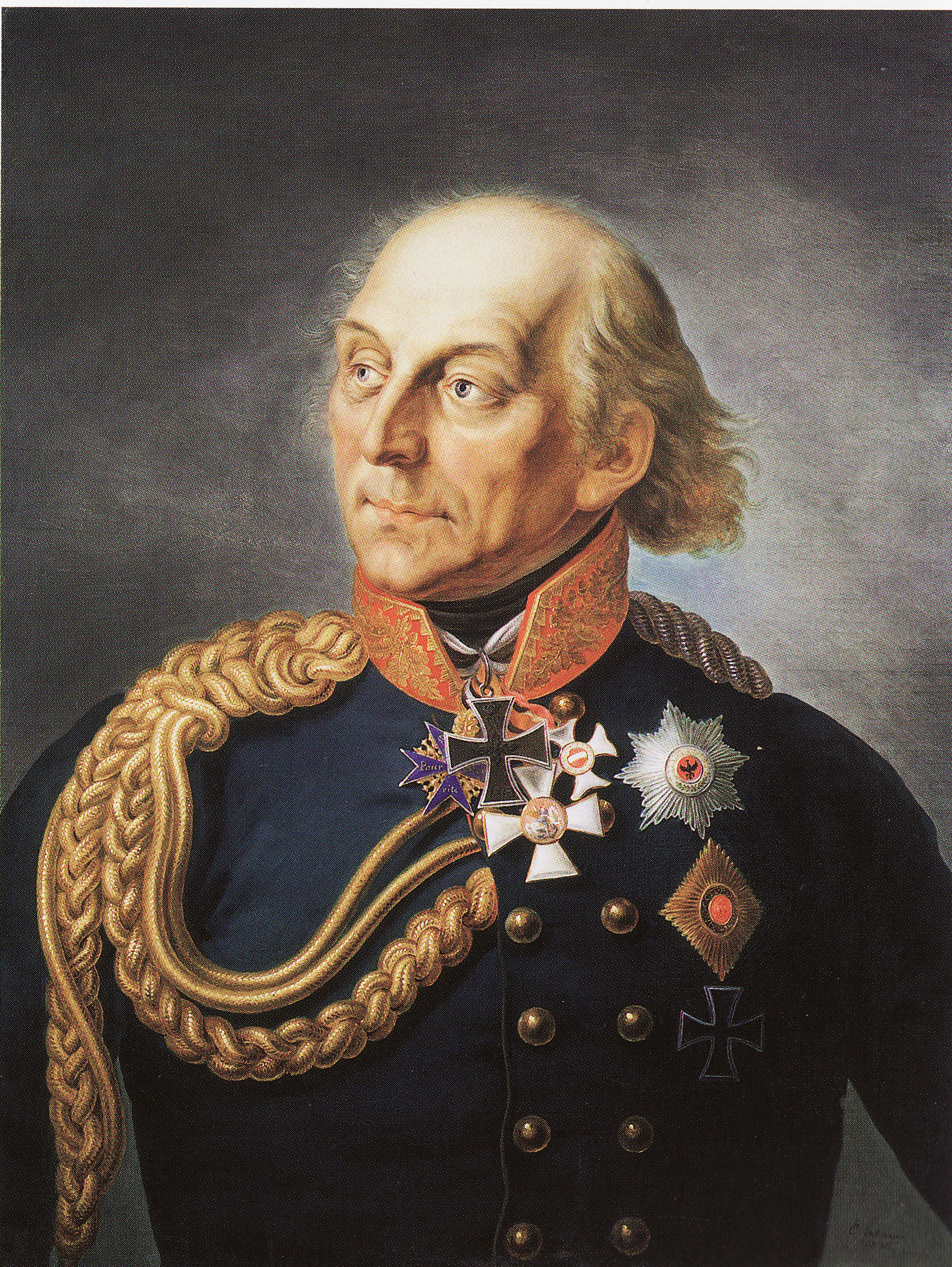
Yorck von Wartenburg bärande sitt storkors.

## Underfransk-tyska kriget

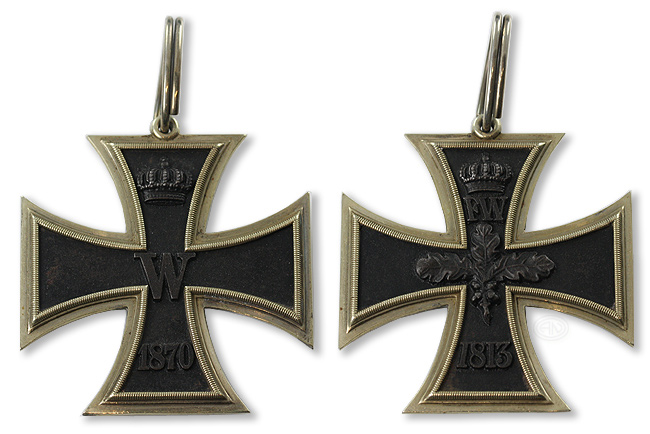
1870 års modell av Järnkorsets storkors.

Under detta krig utdelades cirka 41 770 järnkors av andra klassen, cirka 1 300 järnkors av första klassen samt åtta storkors (nio om man inkluderar det den blivande kejsar Vilhelm I själv bar). Nedan förtecknas endast mottagarna av den sista värdigheten.
- Generalfältmarskalk och kronprins Albert av Sachsen (22 mars 1871 för insatser som befälhavare för Maas-armén)
- Generalfältmarskalk och kronprins Fredrik Vilhelm av Preussen (22 mars 1871 för insatser i slagen vid Wissembourg och Wörth)
- General och storhertig Fredrik Frans II av Mecklenburg-Schwerin (16 juni 1871 för insatser som befälhavare för Loire-armén)
- Generalfältmarskalk och prins Fredrik Karl av Preussen (22 mars 1871 för insatser som befälhavare för 2:a armén)
- General August von Goeben (1871 för insatser som befälhavare för 1:a armén)
- Generalfältmarskalk Edwin von Manteuffel (1871 för insatser som befälhavare för södra armén)
- Generalfältmarskalk Helmuth von Moltke (22 mars 1871 för insatser som generalstabschef)
- General August von Werder (1871 för insatser vid belägringen av Strasbourg 1870)

### Bildgalleri

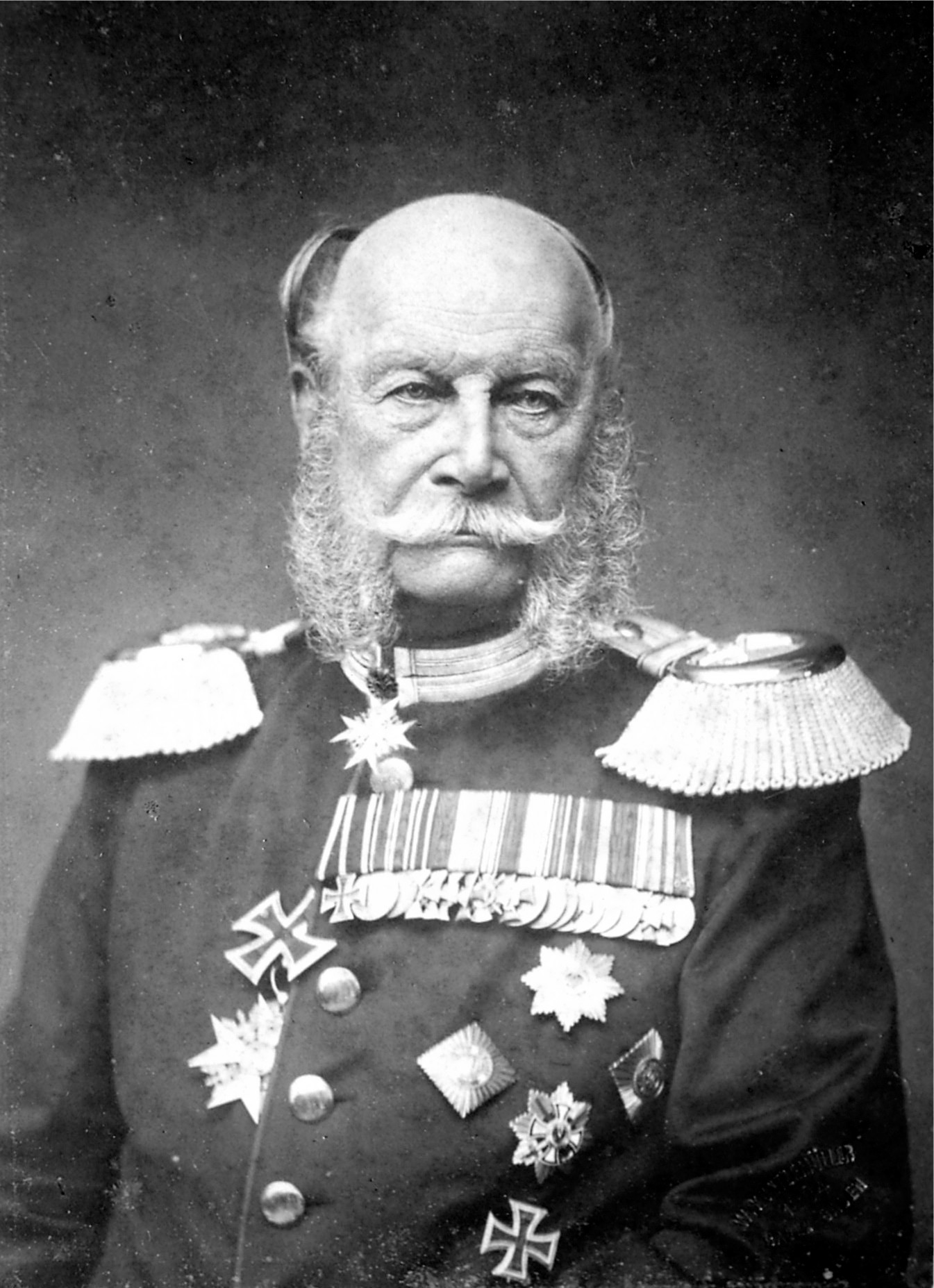
Vilhelm I med ett ovanligt lågt placerat storkors.
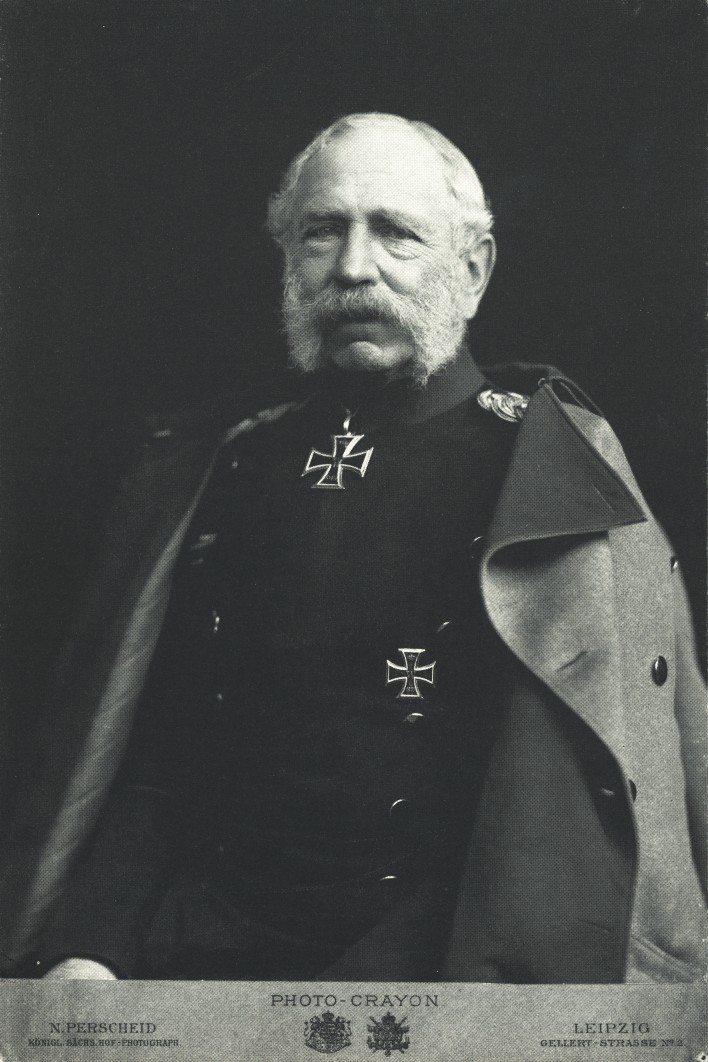
Albert av Sachsen med Järnkorset av första klassen samt dess storkors som enda burna dekorationer.
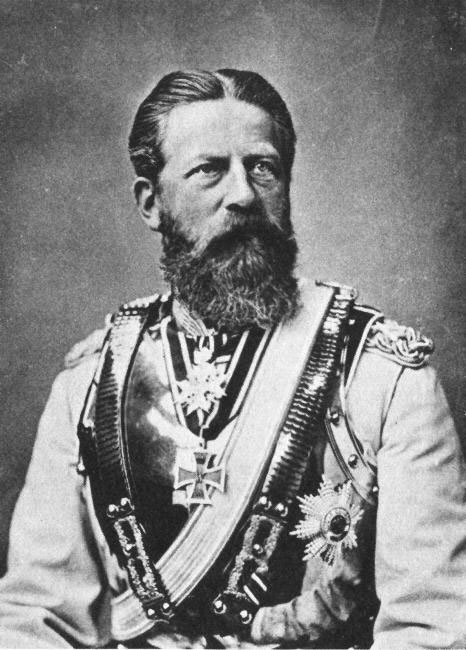
Kronprins Fredrik Wilhelm (senare kejsar Fredrik III) med sitt storkors i ett långt band om halsen.
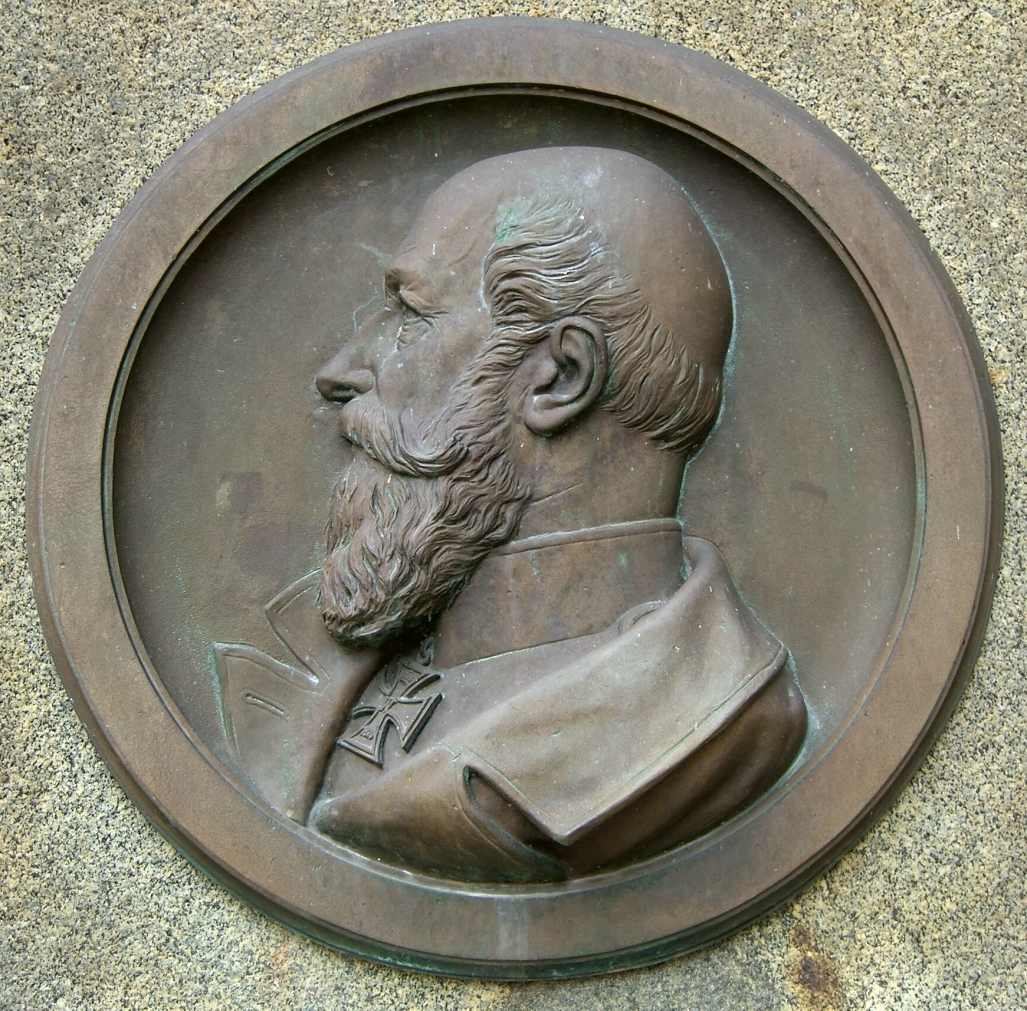
En storkorsbärande Fredrik Franz II som del av ett krigsmonument i Lübz.
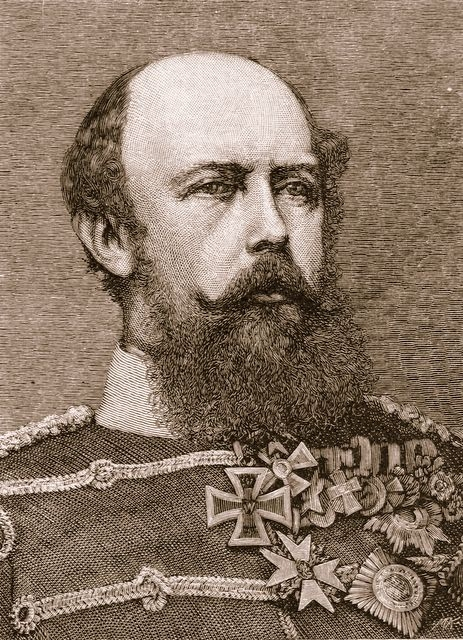
Fredrik Karl av Preussen med väl synligt storkors.
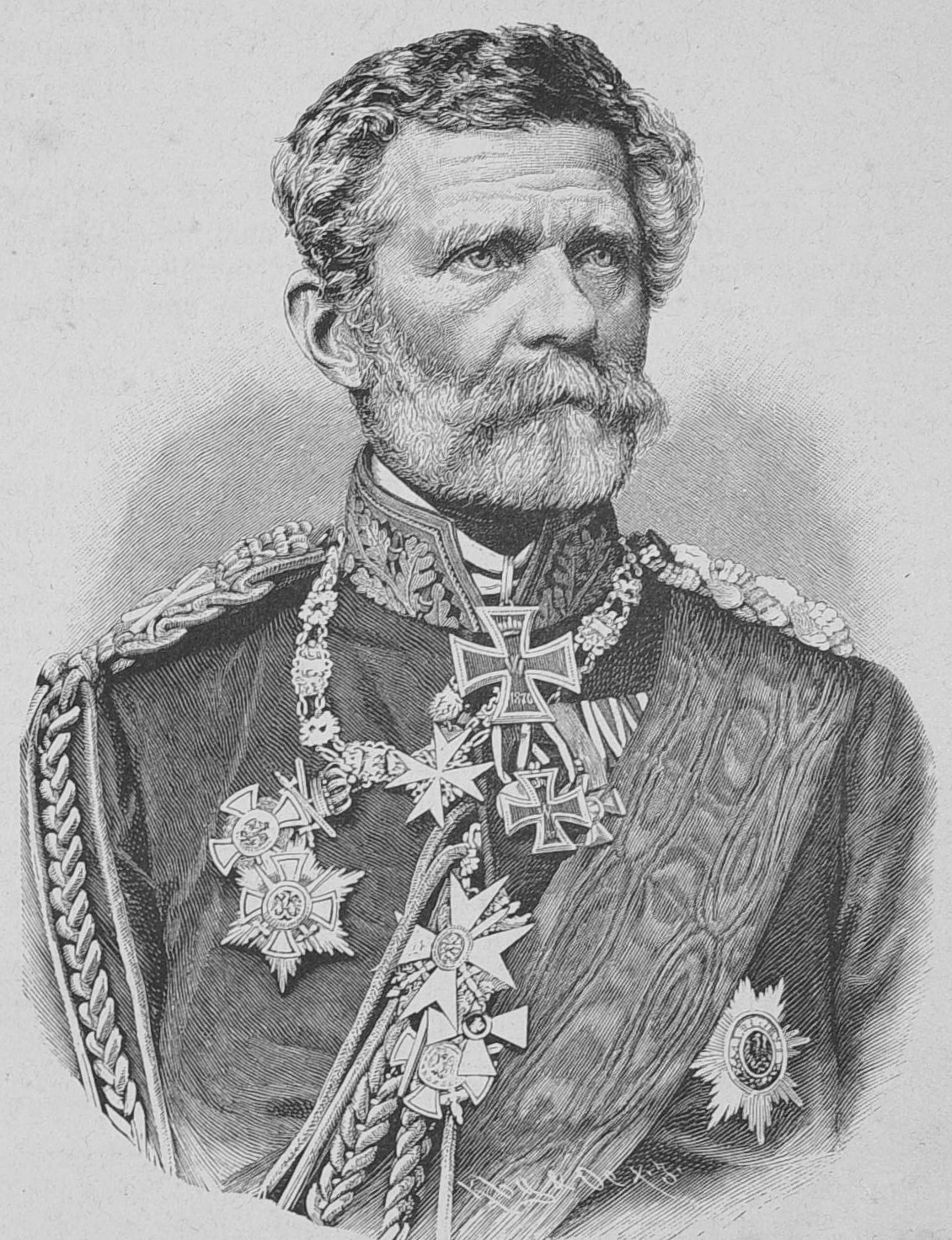
General von Manteuffel bärande såväl storkorset som Järnkorsets andra klass.
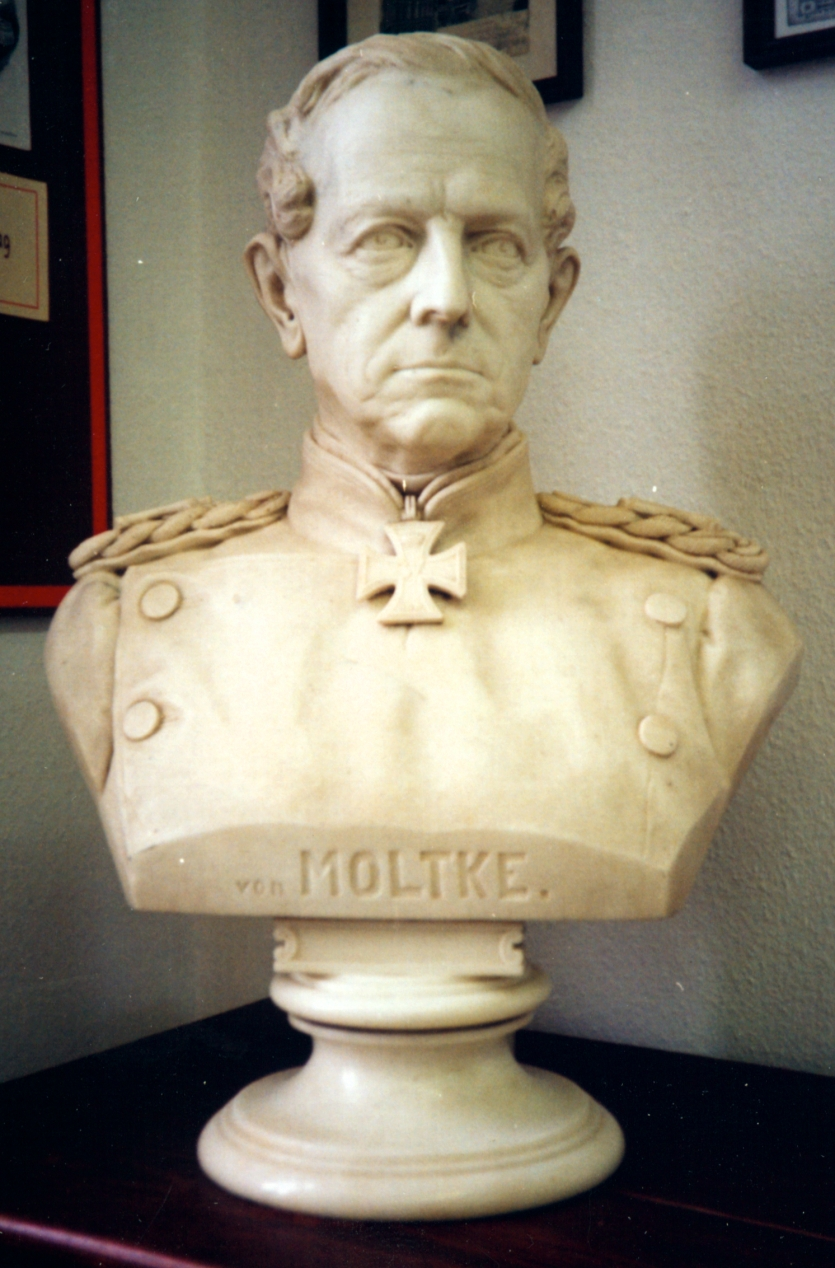
Byst av Helmuth von Moltke bärande sitt storkors.
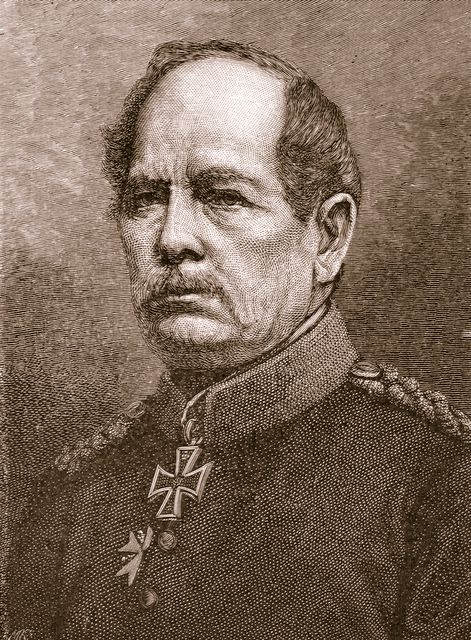
General von Werder bärande storkorset samt Pour le Merite.

## Underförsta världskriget

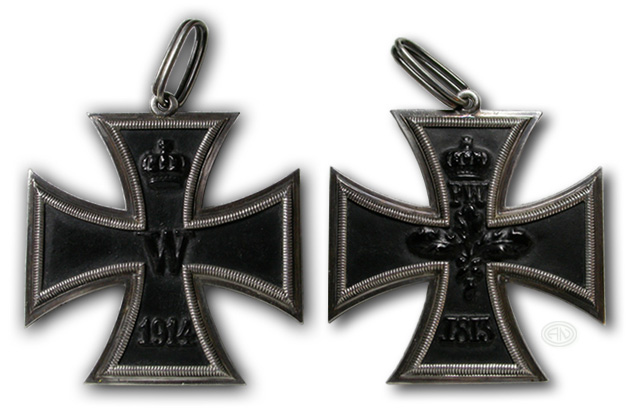
1914 års modell av Järnkorsets storkors.

Under första världskriget utdelades mellan 1,5 och 5 miljoner järnkors av andra klassen, mellan 80.000 och nära 250.000 av första klassen, samt fyra storkors (fem om man inkluderar det som kejsar Vilhelm II bar på särskild uppmaning från officerskåren). Mottagare av den sistnämnda värdigheten var följande:
- Generalfältmarskalk Paul von Hindenburg (9 december 1916 för segrar mot Rumänien)
- Generalfältmarskalk prins Leopold av Bayern (mars 1918 för ledarskapet över 9:e armen vid östfronten)
- General Erich Ludendorff (mars 1918 för framgångar mot de franska och brittiska styrkorna på västfronten)
- Generalfältmarskalk August von Mackensen (januari 1917)

Av de ovanstående förärades Hindenburg dessutom (1918, för befälet över de sista tyska offensiverna på västfronten), som ende person efter Blücher, "storkorset med stjärna".

### Bildgalleri

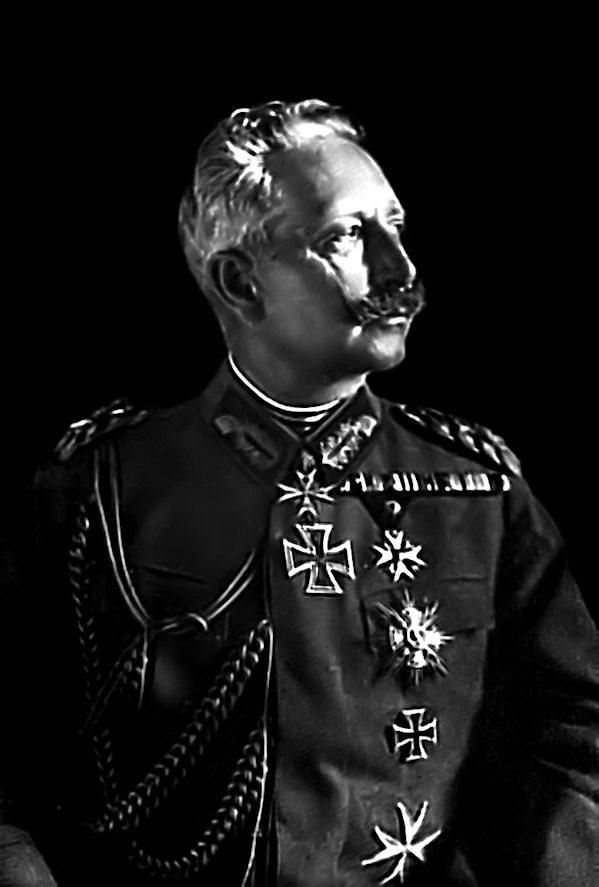
Kejsar Vilhelm II med storkorset buret under Pour le Merite.
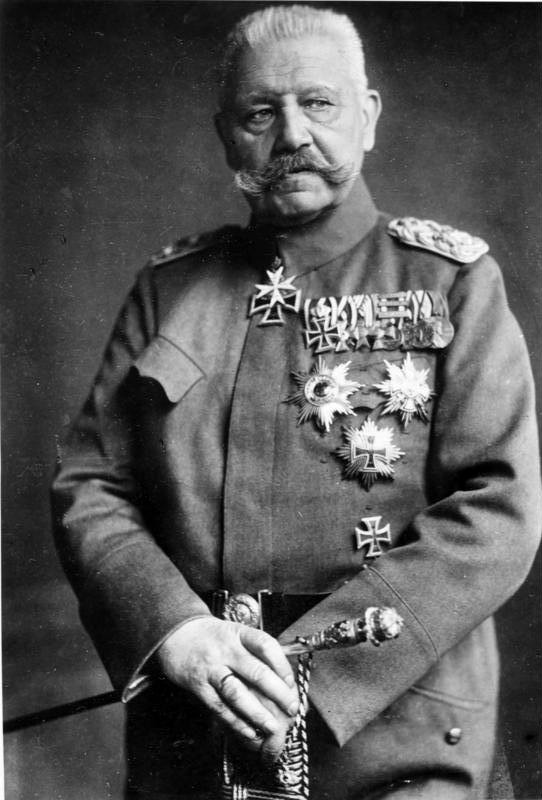
Hindenburg iförd såväl sitt storkors som stjärnan härtill och Järnkorset av första graden.
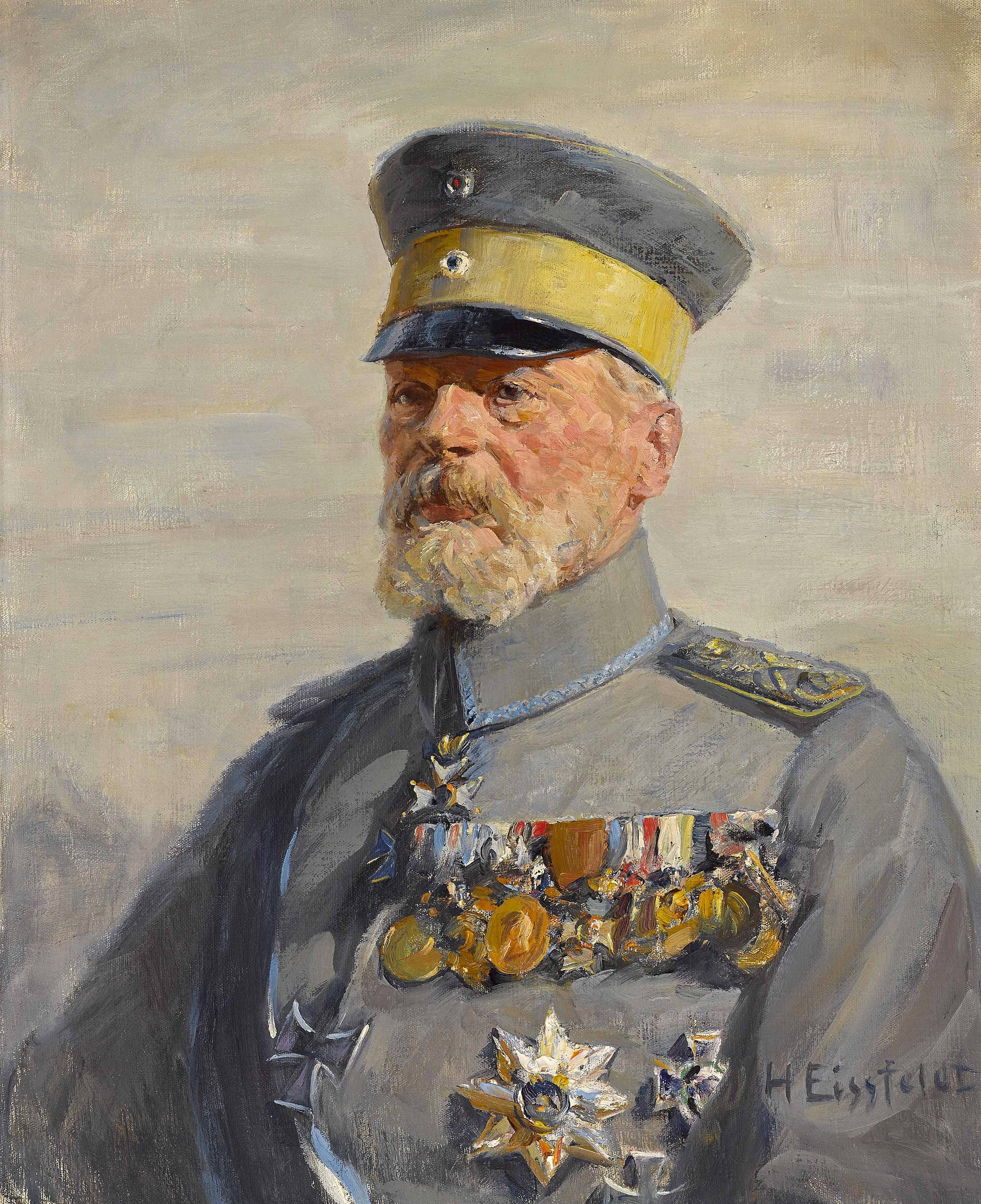
Prins Leopold av Bayern.
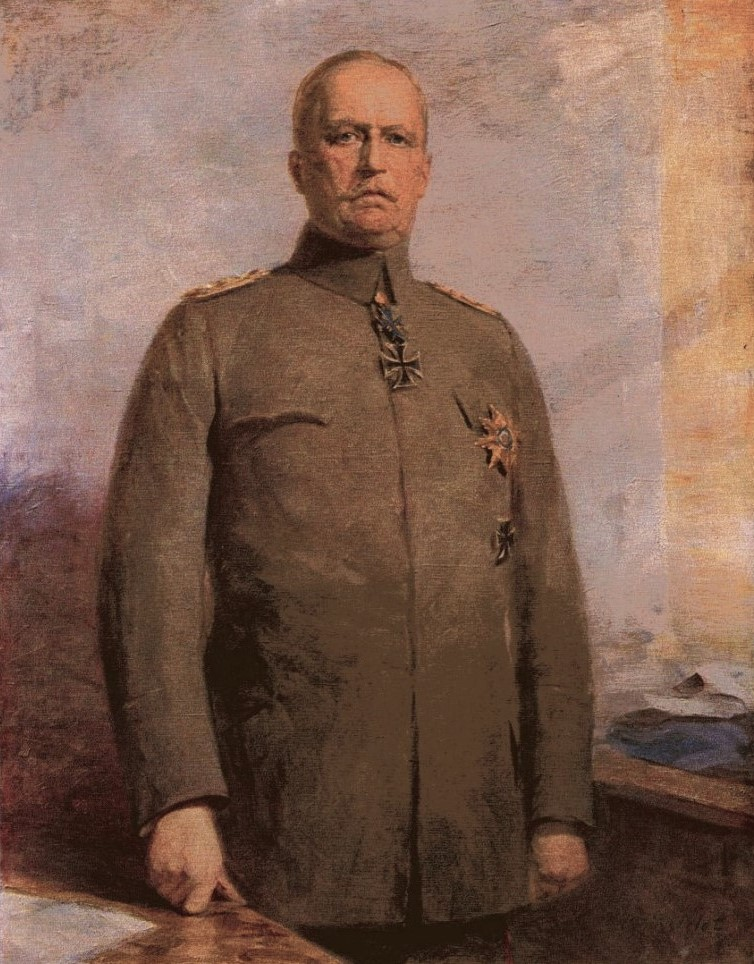
Ludendorff porträtterad med bland annat Järnkorsets storkors och första klass.
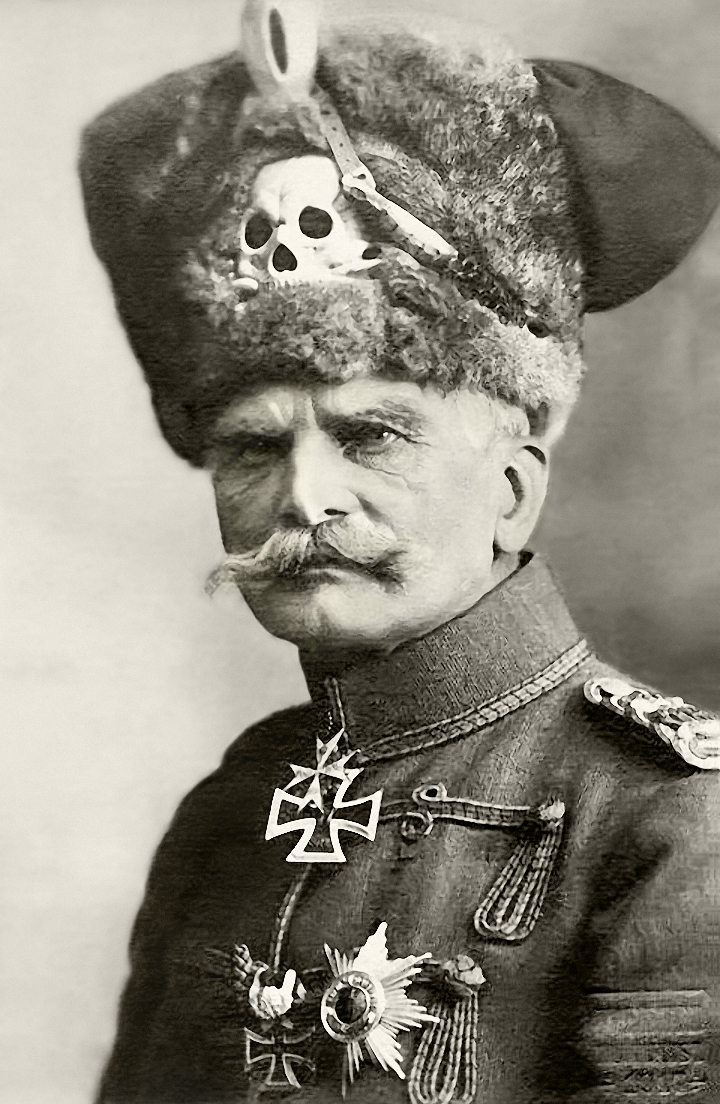
August von Mackensen med storkors samt sin karaktäristiska husarmössa.

## Underandra världskriget
| Till vänster 1939 års modell av Järnkorsets storkors. Till höger Hermann Göring iförd tre olika klasser av Järnkorset, däribland storkorset. Notera även järnkorsmotivet på hans marskalksstav. |  | Till vänster 1939 års modell av Järnkorsets storkors. Till höger Hermann Göring iförd tre olika klasser av Järnkorset, däribland storkorset. Notera även järnkorsmotivet på hans marskalksstav. |
| Till vänster 1939 års modell av Järnkorsets storkors. Till höger Hermann Göring iförd tre olika klasser av Järnkorset, däribland storkorset. Notera även järnkorsmotivet på hans marskalksstav. |  | |

I samband med andra världskriget utdelades omkring 3 miljoner järnkors i Nazityskland, med några nya varianter. Utdelade klasser var: andra, första, Riddarkorset (eventuellt med tillägg av eklöv, svärd, briljanter respektive gyllene eklöv) samt Storkorset. Ett antal personer fick sina utmärkelser återkallade efter 20 juli-attentatet.
Endast ett storkors utdelades:
- Hermann Göring (1940)